# Nina Stiller
Nina Zofia Stiller, z domu Gajewska (ur. 2 czerwca 1964 w Świdrze) – polska pieśniarka, aktorka i tancerka pochodzenia żydowskiego, na scenie od 1988.

## Życiorys
Absolwentka Studium Pantomimy przy Teatrze Żydowskim w Warszawie pod kierownictwem Jerzego Winnickiego oraz Wydziału Piosenki Aktorskiej w Szkole Muzycznej im. Fryderyka Chopina przy ul. Bednarskiej w Warszawie, ukończonej uzyskaniem tytułu muzyk-wokalista w zakresie piosenkarstwa. Studiowała wokalną improwizację w prywatnej szkole jazzu w Krakowie w klasie Marka Bałaty. Laureatka konkursów i zdobywczyni pierwszych nagród m.in. Grand Prix IX Przeglądu Piosenki Aktorskiej we Wrocławiu, 1988, gdzie wykonała piosenkę Zygmunta Koniecznego i Agnieszki Osieckiej „Grajmy Panu”, zaśpiewaną następnie podczas XXV Krajowego Festiwalu Piosenki Polskiej Opole '88; I Nagroda na II Przeglądzie Piosenki Francuskiej, 1992; I Nagroda na II Ogólnopolskim Przeglądzie Piosenki Żydowskiej, 1999; Nagroda Specjalna na VI Festiwalu Muzyki Folkowej Polskiego Radia „Nowa Tradycja 2003”.
Koncertuje w Polsce i za granicą z własnymi recitalami, współpracując z czołowymi muzykami sceny polskiej i międzynarodowej. Współpracowała m.in. z kompozytorami takimi jak: Zygmunt Konieczny, Jerzy Satanowski, Janusz Tylman, Marek Sart, Julian Kaszycki; z muzykami: Robertem Majewskim, Andrzejem Jagodzińskim, Zbigniewem Wegehauptem, Henrykiem Miśkiewiczem, Czarkiem Konradem, Adamem Pulaczem, Czesławem Bartkowskim, Arturem Dutkiewiczem, Andrzejem Waśniewskim, Jirim Tibitanzem, Jerzym Kwintą, Sebastianem Szczepanowskim, Grzegorzem Grocholskim, Joachimem Menclem, Tomaszem Kupcem, Arkiem Skolikiem, Maciejem Sikałą, Cezarym Paciorkiem, Paulem Zinem, Markiem Wrońskim, Wojciechem Kaletą, Markiem Walawenderem, Robertem Kuśmierskim, Adamem Mazurkiem, Krzysztofem Cyranem, Damianem Orłowskim, Agimem Dzeljilji, Tomaszem Janiszewskim-Magierą, Tomaszem Zientkiem, Tomaszem Dogielem, Zmazikiem i Marcinem Pióreckim.
Samodzielnie układa choreografie występów, pisze scenariusze i reżyseruje. Jest autorką 7 dużych recitali i spektakli muzycznych. W 2006 nagrała płytę Nina Stiller dla wydawnictwa EMI Music Poland, nominowaną do nagrody Fryderyki 2006 w kategorii „Płyta roku etno/folk”, wyróżniona również 12 miejscem na międzynarodowej liście World Music Charts Europe.
Obsadzana w rolach aktorskich i tanecznych w teatrze i filmie. Przy realizacjach teatralnych i filmowych współpracowała z takimi twórcami jak m.in. Andrzej Wajda, Leszek Wosiewicz, Adam Hanuszkiewicz, Andrzej Rozhin, Jan Szurmiej, Roman Polański, Jerzy Kawalerowicz, Wiesław Komasa, Paweł Passini czy Zdzisław Hejduk.
Członek SAWP (Stowarzyszenia Artystów Wykonawców Utworów Muzycznych i Słowno–Muzycznych) oraz Akademii Fonograficznej Związku Producentów Audio Video ZPAV. Jest członkiem zarządu Beit Polska.
Oprócz uprawiania zawodu prowadziła kursy pantomimy dla dorosłych i dzieci. Obecnie przygotowuje adeptów do szkół artystycznych i dyplomów w zakresie interpretacji piosenki, prowadzi „Warsztaty scenicznej interpretacji słowa w tekstach poetyckich, literackich, piosenkach i pieśniach” z plastyką ruchu i etiudami ruchowo-aktorskimi. Wraz ze Stowarzyszeniem Artystów Euforis, prowadzonym przez śpiewaczkę operową Elizę Szulińską udziela konsultacji w zakresie fizjologii głosu oraz emisji głosu dostosowanej do każdego indywidualnie. Aktualnie pracuje nad kolejnym albumem solowym, koncertuje oraz jako pedagog i muzyk współpracuje z muzyczną Szkołą Gospel oraz JCC – Centrum Społeczności Żydowskiej w Warszawie.

## Życie prywatne
W 1993 wyszła za mąż za Roberta Stillera, tłumacza i pisarza.

## Dyskografia
- 2006: Nina Stiller (nominacja do nagrody Fryderyki 2006; 12 miejsce na World Music Charts Europe 2007)

## Recitale/spektakle muzyczne
- „Koniugacja” 1989 – poezja polska
- „Mea Culpa” 1992 – pieśni Édith Piaf po polsku w poetyckich przekładach Roberta Stillera
- „Rodzynki z migdałami” 1993 – żydowskie pieśni w jidysz, w poetyckich przekładach Roberta Stillera
- „In Her Eyes” 2000 – pieśni starohebrajskie i w jidysz, w oryginałach oraz w przekładach Roberta Stillera
- „Friling” 2006 – szlagiery żydowskie śpiewane w jidysz, w aranżacjach muzyki klubowej i elektronicznej
- „Jidysze Perł” 2010 – pieśni hebrajskie i w jidysz, w oryginałach oraz przekładach Roberta Stillera
- „Keszer” 2012 – koncert muzyki etnicznej i pieśni hebrajskiej w smoothjazzowych opracowaniach Andrzeja Waśniewskiego

## Filmografia
- 1990: Korczak (reż. Andrzej Wajda)
- 1991: Cynga (reż. Leszek Wosiewicz)
- 2001: Quo Vadis (reż. Jerzy Kawalerowicz)
- 2002: Pianista (reż. Roman Polański)
- 2008: Mniejsze zło (reż. Janusz Morgenstern)
- 2009: Janosik. Prawdziwa historia (reż. Agnieszka Holland, Katarzyna Adamik)

## Teatr
- 1990–1992: Zapolska, Zapolska (reż. Adam Hanuszkiewicz, Teatr Nowy w Warszawie)
- 1991: Rock afera z komputera, czyli Superman (reż. Jerzy Matałowski, Teatr Buffo w Warszawie)
- 1992: Człowiek z La Manczy (reż. Andrzej Rozhin, Teatr im. Juliusza Osterwy w Lublinie)
- 2002: Podróż po Łódzkiej Ziemi Obiecanej (reż. Zdzisława Hejduka, Festiwal Dialogu Czterech Kultur w Łodzi)
- 2006: Ani mi kto Kadysz powie (reż. Pawła Pasiniego, Żydowski Instytut Historyczny w Warszawie)

## Praca społeczna
- Współzałożycielka Stowarzyszenia Beit Warszawa i Gminy Beit Warszawa oraz Związku Postępowych Gmin Żydowskich Beit Polska – sekretarka, dyrektorka ds. kultury, 2009–2014